# Andrea Henkelová
Andrea Henkelová, nepřechýleně Andrea Henkel (* 10. prosince 1977, Ilmenau, Durynsko, Německá demokratická republika, dnes Spolková republika Německo), je bývalá německá biatlonistka, dvojnásobná olympijská vítězka, osminásobná mistryně světa v biatlonu a celková vítězka světového poháru ze sezóny 2006/2007. 
Světového poháru v biatlonu se účastnila od sezóny 1998/1999. První závod světového poháru vyhrála v roce 1999. Nejúspěšnější sezónou světového poháru byla sezóna 2006/07, kdy obsadila první místo v celkovém hodnocení.
Největší úspěch v individuálním závodě zaznamenala na Zimních olympijských hrách 2002 v Salt Lake City, kde získala zlatou medaili ve vytrvalostním závodě. Na stejné olympiádě získala zlatou medaili také ve štafetovém závodě. Se štafetami obsadila druhé místo na Zimních olympijských hrách 2006 v Turíně a třetí místo na Zimních olympijských hrách 2010 ve Vancouveru. Na světových šampionátech získala celkem 16 medailí, 11 s ženskými nebo smíšenými štafetami. Stala se také první biatlonistkou, která dokázala vybojovat první místo ve všech individuálních disciplínách na světových šampionátech: na mistrovství světa 2005 v Hochfilzenu vyhrála vytrvalostní závod, na mistrovství světa 2007 v Antholzu-Antersilvě vyhrála závod s hromadným startem a na mistrovství světa 2008 v Östersundu získala prvenství ve sprintu a ve stíhacím závodě.
Po konci sezóny 2013/2014 se rozhodla, že odejde z vrcholového sportu. Jejím posledním závodem ve sportovní kariéře byl závod s hromadným startem na v norském lyžařském středisku Holmenkollenu, kde obsadila konečné 13. místo. Za svou bohatou biatlonovou kariéru získala čtyři olympijské medaile, šestnáct medailí z mistrovství světa a vyhrála 36 závodů světového poháru.
Její sestra Manuela je bývalá reprezentantka a olympijský vítězka v běhu na lyžích. Sama Andrea Henkelová začínala stejně jako její sestra s běžeckým lyžováním, ale v době, kdy byl biatlon zařazen do programu zimních olympijských her, se mu začala na plno věnovat.
Jejím partnerem je bývalý americký biatlonista Tim Burke, se kterým vstoupila v roce 2014 do manželství a přijala jeho příjmení.

## Sportovní výsledky

### Olympijské hry a mistrovství světa
| Sezóna  | Akce | Místo                | SP  | SZ  | HZ  | IZ  | ŠT | SŠT |
| ------- | ---- | -------------------- | --- | --- | --- | --- | -- | --- |
| 1998/99 | MS   | Kontiolahti          | 12. | 18. | 20. | 26. | –  | ×   |
| 1999/00 | MS   | Holmenkollen         | 8   | 5.  | 16. | 40. | 2. | ×   |
| 2000/01 | MS   | Pokljuka             | 11. | 5.  | –   | 9.  | 2. | ×   |
| 2001/02 | ZOH  | Salt Lake City       | 25. | 13. | ×   | 1.  | 1. | ×   |
| 2001/02 | MS   | Holmenkollen         | ×   | ×   | 21. | ×   | ×  | ×   |
| 2002/03 | MS   | Chanty-Mansijsk      | –   | –   | –   | 16. | –  | ×   |
| 2003/04 | MS   | Oberhof              | –   | –   | –   | 26. | –  | ×   |
| 2004/05 | MS   | Hochfilzen           | –   | –   | 7.  | 1.  | 2. | 17. |
| 2005/06 | ZOH  | Turín                | –   | –   | 13. | 4.  | 2. | ×   |
| 2005/06 | MS   | Pokljuka             | ×   | ×   | ×   | ×   | ×  | 10. |
| 2006/07 | MS   | Anterselva           | 23. | 10. | 1.  | 6.  | 1. | –   |
| 2007/08 | MS   | Östersund            | 1.  | 1.  | 22. | 22. | 1. | –   |
| 2008/09 | MS   | Pchjongčchang        | 6.  | DSQ | 5.  | 10. | 2. | 3.  |
| 2009/10 | ZOH  | Vancouver            | 22. | 28. | 17. | –   | 3. | ×   |
| 2010/11 | MS   | Chanty-Mansijsk      | 19. | 4.  | 12. | 45. | 1. | 2.  |
| 2011/12 | MS   | Ruhpolding           | 34. | 11. | 12. | 20. | 1. | 3.  |
| 2012/13 | MS   | Nové Město na Moravě | 33. | 6.  | 13. | 2.  | 5. | 12. |
| 2013/14 | ZOH  | Soči                 | 22. | 28. | 17. | –   | 10 | –   |

Poznámka: Výsledky z mistrovství světa se započítávají do celkového hodnocení světového poháru, výsledky z olympijských her se dříve započítávaly, od olympijských her v Soči 2014 se nezapočítávají.